# Coeligena bonapartei
Inca-dourado ou inca-de-barriga-dourada (Coeligena bonapartei) é uma espécie de ave da família Trochilidae (beija-flores).
Pode ser encontrada nos seguintes países: Colômbia e Venezuela.
Os seus habitats naturais são: regiões subtropicais ou tropicais húmidas de alta altitude.